# Marie-Galante
Marie-Galante is een eiland behorende bij het Franse overzeese departement Guadeloupe. De hoofdstad van het eiland Marie-Galante is Grand-Bourg.
Het eiland werd in 1946 door 30.000 mensen bevolkt, in 1961 nog door 16.341 mensen en inmiddels is het inwoneraantal gedaald tot 10.794 inwoners (2019).

## Gemeenten
Marie-Galante is opgedeeld in drie gemeenten: Grand-Bourg (5.002 inwoners), Capesterre-de-Marie-Galante (3.341 inwoners), en Saint-Louis (2.451 inwoners).

## Geschiedenis
Marie-Galante was oorspronkelijk bewoond door Taíno inheemsen die het eiland Touloukaera noemden. en Cariben die het Aichi noemden. Op 3 november 1493 werd het eiland ontdekt door Christoffel Colombus op zijn tweede reis en vernoemd naar zijn vlaggenschip Santa María Galante.
Op 8 november 1648 arriveerden de eerste Franse kolonisten onder leiding van Charles Houël. Op 4 september 1649 werd het eiland door Jacques de Boisseret gekocht. In 1653 werden de kolonisten door de Cariben vermoord als wraak voor een verkrachting door soldaten. De Cariben werd de oorlog verklaard, en in 1660 werd een vredesverdrag gesloten tussen de Cariben, Fransen en Britten, waarbij werd overeengekomen dat Guadeloupe gekoloniseerd kon worden. Het eiland Dominica werd toegewezen aan de Cariben.
Op Marie-Galante werden suikerrietplantages gesticht, en werden slaven uit Afrika gehaald. In 1664 verkocht Madame de Boisseret het eiland aan de Franse West-Indische Compagnie. In 1676 werd het eiland geplunderd door de Nederlanders en in 1690 en 1691 door het Verenigd Koninkrijk waarna het eiland werd verlaten. In 1696 werd het opnieuw gekoloniseerd. In de 18e eeuw werd Marie-Galante verschillende malen door het Verenigd Koninkrijk bezet, maar in 1815 werd het definitief aan Frankrijk toegekend.
In 1830 waren er 103 suikermolens op Marie-Galante. In 1848 werd de slavernij afgeschaft. In 1849 waren de eerste vrije verkiezingen, maar de plantagehouders werden beschuldigd van verkiezingsfraude. Er volgenden rellen waarbij veel doden vielen. In 1946 werd Marie-Galante onderdeel van Guadeloupe, en in 1994 werd het eiland verdeeld in drie gemeenten.

## Transport
Vanaf Grand-Bourg vaart een veerboot naar Pointe-à-Pitre in Grande-Terre. Vanaf Saint-Louis vertrekken veerboten naar Saint-François in Grande-Terre en Îles des Saintes.
De luchthaven Marie-Galante bevindt zich in het zuiden bij Grand-Bourg. In 2022 werd het vliegveld niet bediend door luchtvaartmaatschappijen en alleen gebruikt door privé-vliegtuigen.

## Galerij

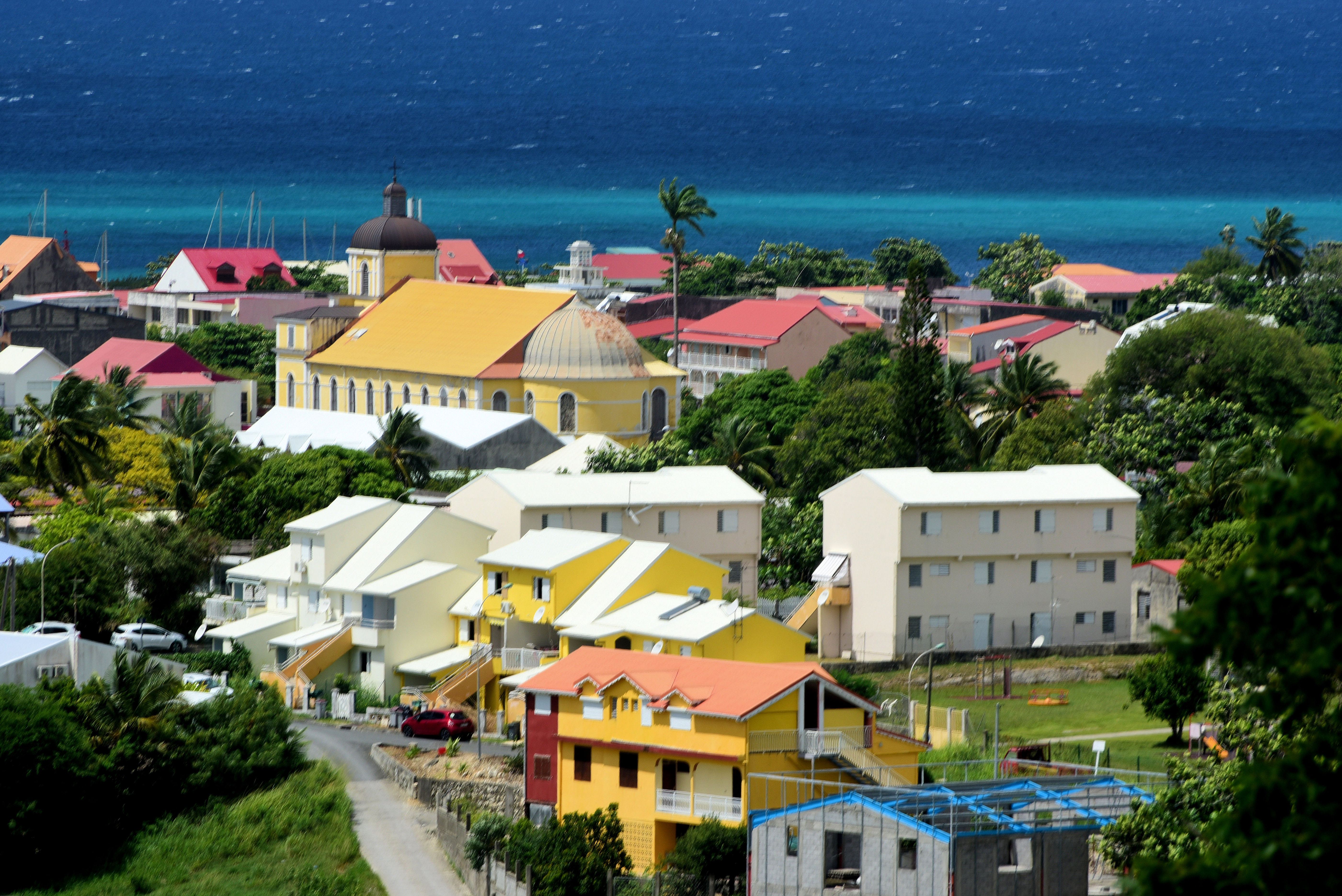
Grande-Bourg
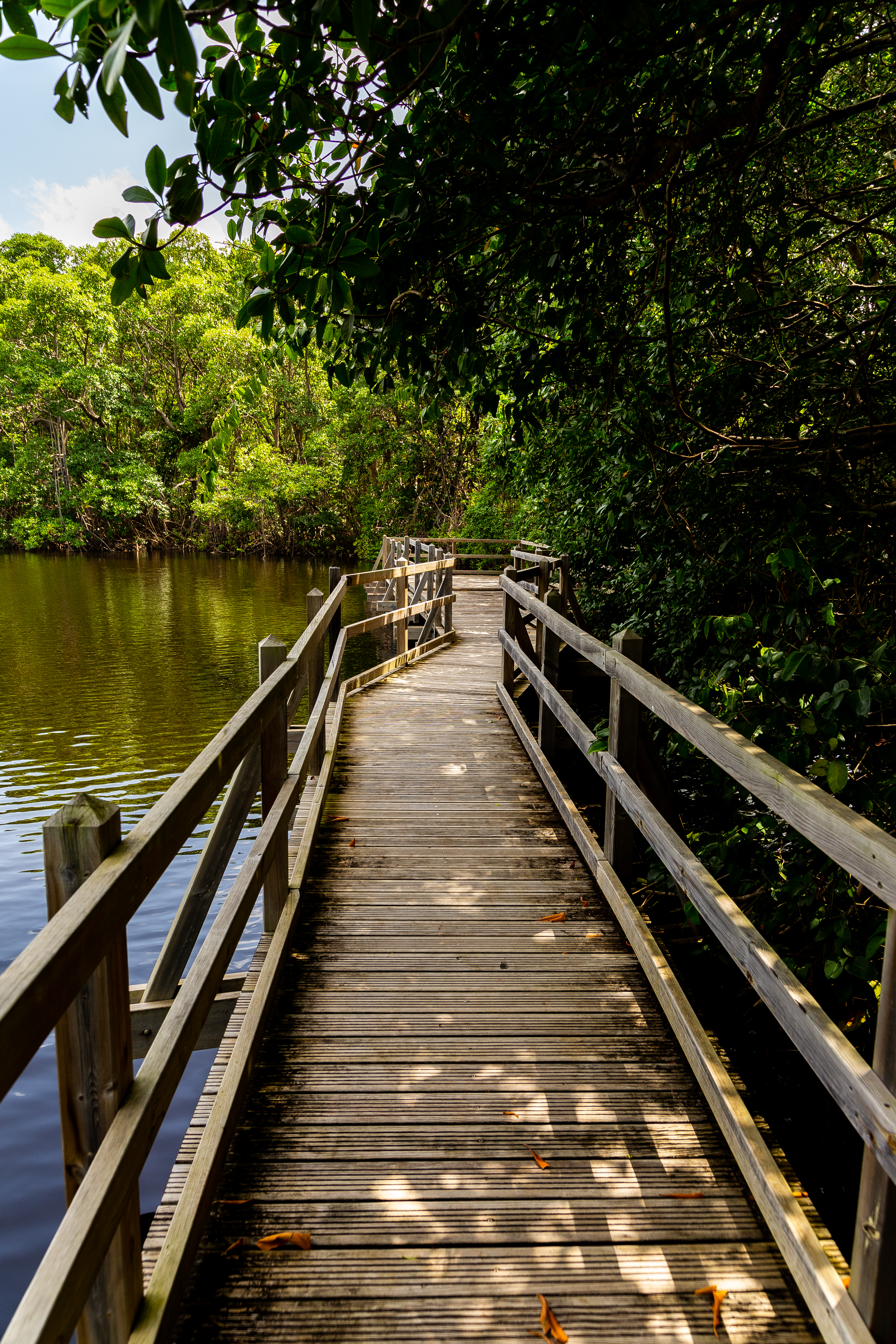
Brug door een mangrovebos
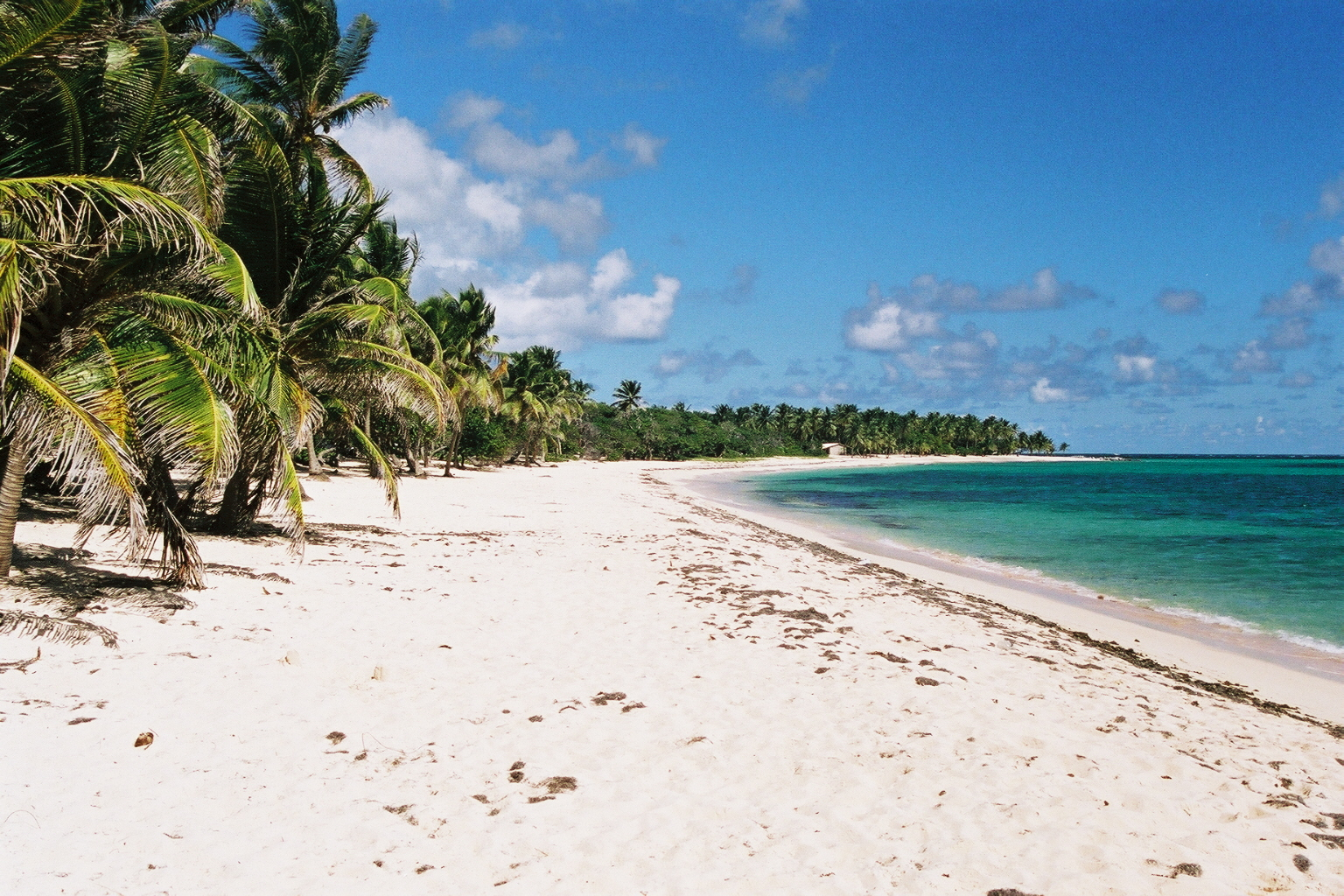
Plage de la Feuillère
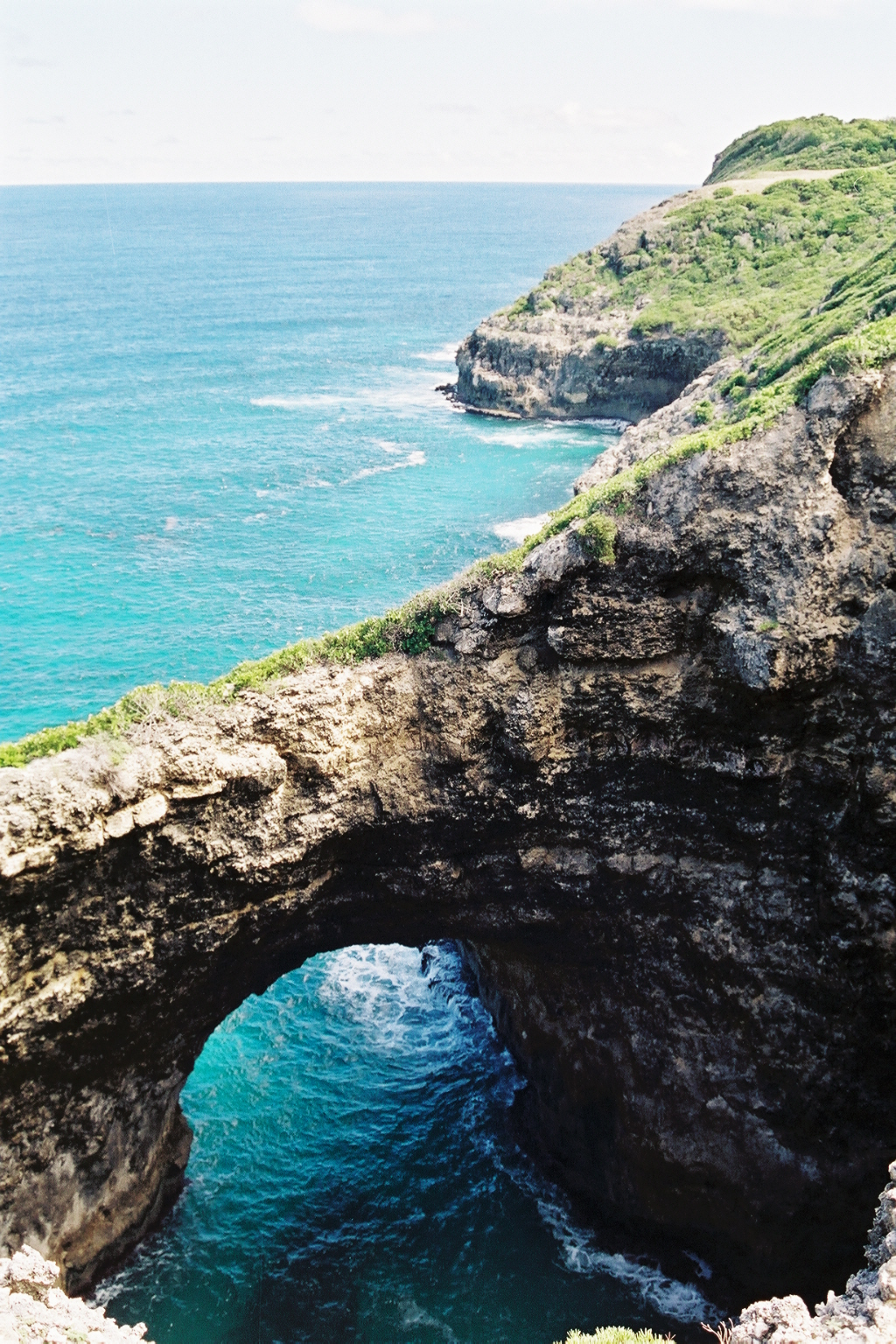
Guelle Grand Gouffre

- Library of Congress Control Number: n83067254
- Nationale Bibliotheek van Israël: 987007555112805171
- Système universitaire de documentation: 027817237
- Virtual International Authority File: 137243059
- WorldCat: E39PBJcGmV3m838dTR9mK6fQbd

Basse-Terre (Îlets Pigeon) · Grande-Terre (Îlet du Gosier) · Îles des Saintes (Îlet à Cabrit · Grand-Îlet · Terre-de-Bas · Terre-de-Haut) · La Désirade (Îles de la Petite-Terre) · Marie-Galante